# Sanaa Atabrour
Sanaa Atabrour (sinh ngày 28 tháng 2 năm 1989 tại Khouribga) là một học viên taekwondo người Maroc.
Sanaa đã giành huy chương đồng ở hạng cân của nữ tại Giải vô địch Taekwondo thế giới 2011 được tổ chức tại Gyeongju. Sanaa đủ điều kiện tham dự Thế vận hội Mùa hè 2012 sau khi giành huy chương vàng ở hạng cân 49 kg nữ tại Giải đấu vòng loại châu Phi WTF cho Thế vận hội Olympic London 2012 được tổ chức tại Cairo. Cô đã đánh bại Catherine Kang 4-0 trong trận chung kết. Năm 2012, cô đã tham gia cuộc thi 49 kg nữ, nhưng đã bị đánh bại ở vòng đầu tiên.